# Tung-Yen Lin
 (août 2024).
Si vous disposez d'ouvrages ou d'articles de référence ou si vous connaissez des sites web de qualité traitant du thème abordé ici, merci de compléter l'article en donnant les références utiles à sa vérifiabilité et en les liant à la section « Notes et références ».
Tung-Yen Lin (chinois: 林同棪; pinyin: Lín Tóngyán) est un ingénieur civil américain d'origine chinoise, né à Fuzhou, Chine, le 14 novembre 1912, et mort à El Cerrito (Californie) le 15 novembre 2003 .

## Biographie
Tung-Yen Lin est né à Fuzhou, en Chine, le quatrième enfant d'une famille de onze. Il est allé à Pékin quand son père a été désigné comme juge à la Cour suprême de la République populaire de Chine. Il a ensuite suivi les cours du Collège d'ingénierie Tangshan, maintenant Université Jiaotong du Sud-ouest. Il a obtenu le baccalauréat en génie civil en 1931 et a quitté la Chine pour les États-Unis. Il a obtenu la maîtrise en génie civil à l'Université de Californie à Berkeley, en 1933. Sa thèse de maîtrise a été la première thèse d'étudiant publiée par l'American Society of Civil Engineers.
Puis Tung-Yen Lin est retourné en Chine après avoir obtenu son diplôme où il a travaillé pour le ministère chinois des chemins de fer. Il y a gagné la réputation d'être un bon ingénieur. Il a été nommé ingénieur en chef de la ligne de chemin de fer Yunnan-Chongqing et a supervisé la conception et la construction de plus de 1 000 ponts.
Il rejoint l'Université de Californie à Berkeley en 1946 où il a commencé à s'intéresser au béton précontraint. Il n'a pas inventé le béton précontraint qui a été breveté initialement par Eugène Freyssinet en 1928, même si certains auteurs américains l'ont présenté comme le « Père du béton précontraint ». Tung-Yen Lin intrigué par cette nouvelle technologie s'est rendu en Belgique en 1953 où il a travaillé pendant un an dans le laboratoire de Gustave Magnel qui y faisait de la recherche et développait la technique du béton précontraint.
De retour aux États-Unis en 1954, il a continué à développer ses recherches sur la théorie et la conception des structures en béton précontraint et a fait des contributions sur la conception anti-sismique des grands ponts.
En 1954, il a co-fondé son bureau d'études T.Y. Lin International qui a conçu de nombreuses structures en béton précontraint. Il a été président du conseil d'administration en 1960. Il a décidé de travailler à plein temps dans cette firme en 1976 qu'il a quitté en 1990. Il a fondé en juin 1992 Lin Tung-Yen China pour étudier des projets en Chine.
Il a enseigné à l'Université de Californie à Berkeley pendant près de 30 ans. Comme assistant et professeur assistant entre 1946 et 1955, président du conseil du département d'ingénierie des structures entre 1955 et 1976. Il a dirigé le laboratoire de ce département entre 1060 et 1963. Il a rédigé des livres et près de 100 notes techniques sur les structures en béton précontraint, les ossatures en aciers qui ont été traduits dans plusieurs langues.
En 1958, il a proposé de construire un pont pour traverser le détroit de Bering. Dix ans plus tard il a fondé la société Inter-Continental Peace Bridge Inc. à but non lucratif pour promouvoir ce projet.
Il a été ingénieur conseil de l'État de Californie, du département de la Défense des États-Unis, et d'entreprises.

## Quelques ouvrages

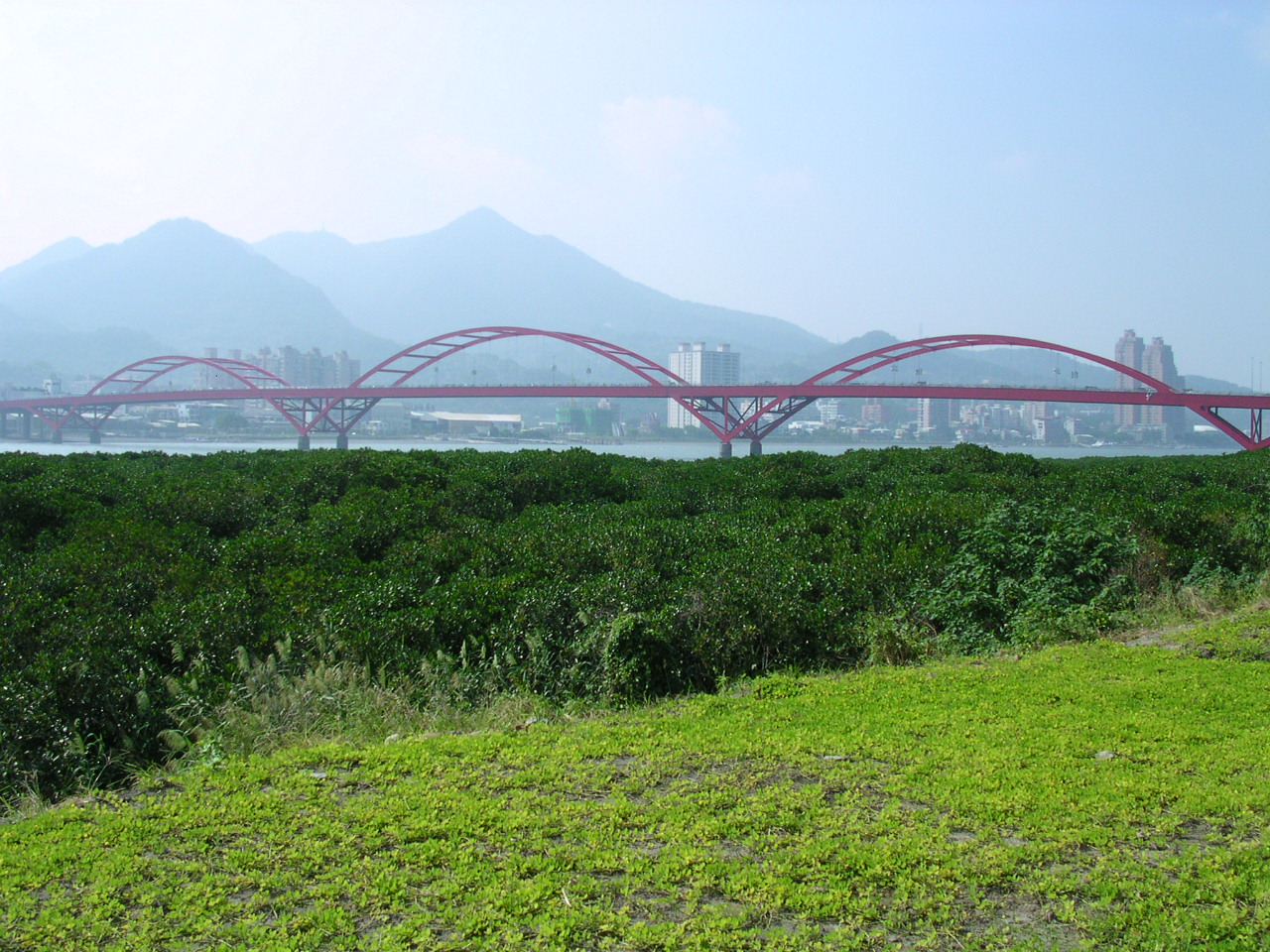
Kuan Du Bridge

- Bank of America à Managua, Nicaragua (1967)
- Rio Higuamo Bridge en République Dominicaine (1973)
- Pine Valley Creek Bridge (1974)
- Rio Colorado Bridge, Costa Rica (1974)[1]
- Kuan Du Bridge (1977 - 1983)
- Moscone Convention Center à San Francisco (1982)
- Lewiston-Clarston Bridge sur le Snake (conception : 1974 - Mise en service : 1984)
- Smith Avenue High Bridge à Saint Paul, Minnesota (1987)

Projets non réalisés :
- pont Ruck-A-Chucky[2]
- pont sur le détroit de Bering,
- pont sur le détroit de Gibraltar.

## Distinctions
- National Medal of Science remis par le président Reagan en 1986.
- Médaille Freyssinet de la Fédération Internationale de la Précontrainte en 1974[3]
- Prix Albert-Caquot de l'Association Française pour la Construction (devenue l'Association Française de Génie Civil), en 1995
- Ernest E. Howard Award de l'ASCE, en 1966[4]
- Medal of Honour du Prestressed Concrete Institut
- Alumnus of the Year en 1994.

Il a été élu membre de la Académie nationale d'ingénierie des États-Unis (National Academy of Engineering) et membre étranger de l'Académie chinoise des sciences.
- Le prix donné par l'ASCE à des ouvrages en béton précontraint a été renommé T.Y. Lin award.

## Publication
- Design of Prestressed Concrete Structures, 1re édition en 1955, 3e édition en 1981, John Wiley & Sons  (ISBN 978-0-471-01898-8)
- Structural Concepts and Systems for Architects and Engineers, John Wiley & Sons, New York, 1988  (ISBN 978-0-442259037)
- Strength of continuous prestressed concrete beams under static and repeated loads, Journal of the American Concrete Institute, 1955
- Behavior of a continuous slab prestressed in two directions, Journal of the American Concrete, 1959
- Load-balancing method for design and analysis of prestressed concrete structures, Journal Proceedings ACI, vol. 60, no 6
- Design of prestressed concrete buildings for earthquake resistance, Journal of the Structural Division, ASCE, 1964 (lire en ligne)
- Interview de Tung-Yen Lin : The father of prestressed concrete : oral history transcript : teaching engineers, bridging rivers and borders, 1931 to 1999 (lire en ligne)
- La interaccion entre arquitecto e ingeniero (lire en ligne)